# Roger Gill
Roger Gill (23 de mayo de 1972 – Brooklyn, 2 de marzo de 2008) fue un atleta velocista guyanés, que compitió en los Juegos Olímpicos de Atlanta 1996. 
Hijo de Margaret White y Richard Gill, Gill corrió una etapa en el relevo 4x400 metros con el quipo de Guyana donde terminó sexto y no logró clasificarse más allá de la primera ronda.
Gill se graduó de la Universidad de Stony Brook, donde aún ostenta los récords escolares al aire libre en los 100 y 200 metros, así como las marcas en pista cubierta en los 200 y 400 metros. Roger es el único estudiante de primer año de la Universidad de Stony Brook que ha obtenido el estatus All-American.
Gill murió en un accidente de tráfico el 2 de marzo de 2008 en el barrio neoyorquino de Brooklyn cuando el coche en el que iba chocó con un camión.